# Sesleria nitida
Sesleria nitida là một loài thực vật có hoa trong họ Hòa thảo. Loài này được Ten. miêu tả khoa học đầu tiên năm 1815.